# Faygate
Faygate – osada w Anglii, w hrabstwie West Sussex, w dystrykcie Horsham. Leży 47 km na północny wschód od miasta Chichester i 47 km na południe od Londynu.